# Laurent D'Hont
Laurent Dhont (Assebroek, 11 januari 1759 – Sint-Kruis, 25 juni 1829) was van 1800 tot 1802 de eerste burgemeester van Assebroek, een voormalige gemeente in de Belgische provincie West-Vlaanderen.

## Levensloop
Landbouwer van beroep, was Laurentius Dhont (ook D'hont of D'hondt geschreven) de zoon van Zacharias Dhont en Elisabeth Dery. Hij trouwde in 1786 met de Assebroekse Maria Rys en ze hadden minstens vier kinderen. In zijn hofstede langs de Gentse heerweg had hij goed geboerd, want in de Franse tijd was hij de op een na meest belaste inwoner geworden op deze kleine gemeente.
In 1796 werd hij officier municipal voor Assebroek en Sinte-Catharina binnen het kanton Oostkamp, met François Pauwels als zijn adjunct. Hij had duidelijk voldoening gegeven in die rol (in een rapport van de prefectuur stond over hem vermeld "On ne peut mieux remplir ses devoirs"), zodat hij tot eerste burgemeester van de gemeente werd benoemd. Ook François Pauwels bleef verder op post als zijn adjoint au maire. De nieuwe gemeente telde toen ongeveer 450 inwoners.
Dhont ondertekende zijn eerste akte als maire op 24 augustus 1800 en zijn laatste op 16 februari 1802. Na minder dan twee jaar in functie, werd hij op 7 maart 1802 afgezet. De reden hiervoor is tot hiertoe niet in de prefectorale documenten aangetroffen. Hij werd kort daarop door zijn adjunct Pauwels opgevolgd. Op 30 april 1804 overleed zijn zoon Pierre. Kort daarop moet hij de gemeente verlaten hebben. Zijn zoon Mattheus (°1796) ging boeren in Sint-Kruis en Dhont ging bij hem inwonen. Het was Mattheus die in 1829 samen met zijn schoonbroer, hovenier Livinus Desmet, het overlijden van Laurentius ging melden op het gemeentehuis. De echtgenote Maria Rys was al voor hem overleden.
Hoewel hij toch zes jaar aan het hoofd van de gemeente had gestaan, werd hij niet opgenomen in de reeks van voormalige burgemeesters wier naam in 1970 aan een straat werd gegeven.